# Vodoley Rock
Der Vodoley Rock (englisch; bulgarisch скала Водолей skala Wodolej) ist ein in nordwest-südöstlicher Ausrichtung 220 m langer und 110 m breiter Klippenfelsen vor der Nordküste der Livingston-Insel im Archipel der Südlichen Shetlandinseln. Er liegt 1,2 km westsüdwestlich des Dreyfus Point und 4,75 km nordöstlich der Frederick Rocks in der Barclay Bay westlich der Johannes-Paul-II.-Halbinsel.
Bulgarische Wissenschaftler kartierten ihn 2005 und 2009. Die bulgarische Kommission für Antarktische Geographische Namen benannte ihn 2012 nach der Ortschaft Wodolej im Norden Bulgariens.